# Julodis viridipes
Julodis viridipes es una especie de escarabajo del género Julodis, familia Buprestidae. Fue descrita científicamente por Laporte en 1835.
Esta especie se puede encontrar en Sudáfrica y está asociada con el arbusto leñoso Didelta spinosa.

## Descripción
Puede alcanzar una longitud de aproximadamente 22 a 36 milímetros (0,87 a 1,42 pulgadas). El color básico es el azul. La cabeza, el tórax y el abdomen están cubiertos de mechones de pelo amarillo. Las patas son verdes (de ahí el nombre latino viridipes de la especie).